# Ojoraptorsaurus
Ojoraptorsaurus („lupičský ještěr ze souvrství Ojo [Alamo]“) byl rod teropodního dinosaura z čeledi Caenagnathidae. V současnosti je však na tento taxon pohlíženo jako na nomen dubium (pochybné jméno).

## Popis

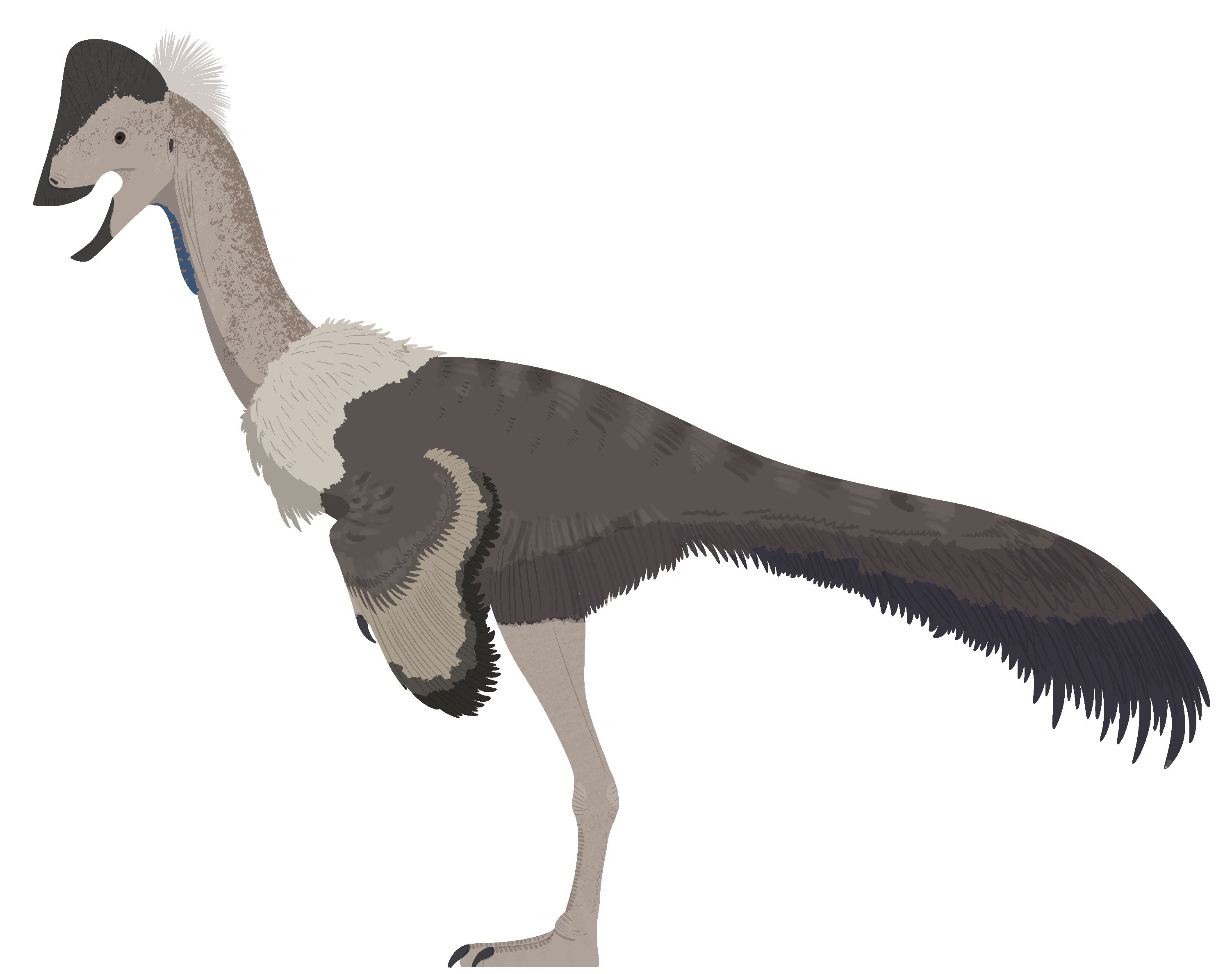
Ojoraptorsaurus boerei - výtvarná rekonstrukce.

Tento dinosaurus žil v období pozdní křídy (asi před 69 miliony let) na území dnešního Nového Mexika v USA (geologické souvrství Ojo Alamo). Zkameněliny tohoto dinosaura (holotyp nese katalogové označení SMP VP-1458) byly formálně popsány v roce 2011. Jediným známým druhem je typový O. boerei. Druhové jméno bylo stanoveno na počest objevitele zkamenělin ojoraptorsaura, oceánografa Arjana Boerého.
Jednalo se o relativně malého teropodního dinosaura. Délka ojoraptorsaura se pohybovala zřejmě okolo 2 metrů a hmotnost mohla dosahovat přibližně 35 kilogramů.